# Marina García Polo
Marina García Polo (* 5. Dezember 2004) ist eine spanische Synchronschwimmerin.

## Erfolge
Marina García Polo begann im Alter von sechs Jahren mit dem Synchronschwimmen und gab im Februar 2021 bei den World Series ihr internationales Debüt. Ihre ersten großen Erfolge erzielte sie 2023, als sie zunächst bei den Europaspielen in Krakau, deren Synchronschwimmwettbewerbe in Oświęcim ausgetragen wurden, mit der Mannschaft sowohl im freien als auch im technischen Programm die Goldmedaille gewann. Wenige Wochen darauf wurde sie in Fukuoka mit der Mannschaft im technischen Programm auch Weltmeisterin. Die Titelverteidigung in dieser Disziplin verpasste sie bei den Weltmeisterschaften 2024 in Doha knapp, sie belegte mit der Mannschaft dieses Mal Rang zwei. In Belgrad wurde sie im Juni 2024 im technischen Programm Europameisterin.
Bei den Olympischen Spielen 2024 in Paris gehörte García Polo zum spanischen Aufgebot im Mannschaftswettkampf. Mit 287,1475 Punkten im technischen Teil und 346,4644 Punkten in der Kür erzielten die Spanierinnen jeweils das zweit- bzw. viertbeste Resultat aller startenden Mannschaften. 267,1200 Punkte im Akrobatik-Teil führten zu einer Gesamtwertung von 900,7319 Punkten, womit die Spanierinnen hinter der dominierenden chinesischen Mannschaft mit 996,1389 Punkten und den mit 914,3421 Punkten zweitplatzierten US-Amerikanerinnen den dritten Platz belegten. Neben García Polo erhielten außerdem Lilou Lluís Valette, Txell Ferré Gaset, Meritxell Mas, Alisa Ozhogina, Paula Ramírez, Iris Tió und Blanca Toledano die Bronzemedaille.